# هیدروکسی‌لیسین
هیدروکسیلیسین (به انگلیسی: Hydroxylysine) با فرمول شیمیایی C6H14N2O3 یک ترکیب شیمیایی با شناسه پاب‌کم 2682 است. که جرم مولی آن ۱۶۲٫۱۸۷ گرم بر مول می‌باشد. 